# Diaethria christopheri
Diaethria christopheri är en fjärilsart som beskrevs av Gibson 1945. Diaethria christopheri ingår i släktet Diaethria och familjen praktfjärilar. Inga underarter finns listade i Catalogue of Life.